# Schillingsfürst
Schillingsfürst – miasto w Niemczech, w kraju związkowym Bawaria, w rejencji Środkowa Frankonia, w regionie Westmittelfranken, w powiecie Ansbach, siedziba wspólnoty administracyjnej Schillingsfürst. Leży przy granicy z Badenią-Wirtembergią), w paśmie Frankenhöhe, około 22 km na zachód od Ansbachu, przy autostradzie A7.

## Dzielnice
W skład miasta wchodzą następujące dzielnice: 
| - Altengreuth - Brunnenhaus - Bersbronn - Faulenberg - Leipoldsberg - Neureuth | - Neuweiler - Schillingsfürst - Schorndorf - Stilzendorf - Wohnbach - Schafhof |

## Historia
Nazwę Schillingsfürst po raz pierwszy wspomniano w dokumentach z 1000 r. Już w 1300 r. osada była w posiadaniu rodu Hohenlohe. W 1316 r. zamek zburzył król Ludwik IV Bawarski. Odbudowywany zamek został spalony podczas wojny chłopskiej w 1525 r. Po raz trzeci odbudowany zamek został zniszczony znowu w 1632 r. podczas wojny trzydziestoletniej. Pod rządami księcia Karola Albrechta Schillingsfürst został w latach 1753–1793 znacznie rozbudowany w wyniku akcji planowej polityki kolonizacyjnej. Po powstaniu królestw Bawarii i Wirtembergii, podzieliły one między siebie księstwo Hohenlohe-Waldenburg-Schillingsfürst. 
Miasto Schillingsfürst znalazło się w Królestwie Bawarii.

## Osoby urodzone w Schillingsfürst
- Ludwig Dörfler, malarz